# N+
N+ — консольная игра, использующая версию популярного Adobe Flash движка, который был разработан Metanet Software. Уникальные версии игры были перенесены отдельно на Nintendo DS и PlayStation Portable разработчиками SilverBirch Studios и Atari.
Версия для Xbox Live Arcade была выпущена 20 февраля 2008; 3 расширенных версии игры были изданы 23 июля 2008, 10 сентября 2008 и 15 октября 2008. Портативная версия была издана 26 августа 2008.

## Геймплей
В N+ (как и в его предшественнике N) используется геймпад для управления небольшим черным ниндзя.
Игроки могут бегать, прыгать и отталкиваться от стен, собирая золотые слитки на своем пути, чтобы выполнить одно из условий игры — не умереть от недостатка времени. Время каждого уровня ограничено (полторы минуты), а золото увеличивает оставшееся время жизни игроков (каждый слиток — на две секунды). Несмотря на то, что у игрока есть неограниченное количество попыток, смерть может быть быстрой, и это является ключевым элементом дизайна N+. Все, что представляет опасность для ниндзя, убивает его мгновенно. Дроиды, имеющие различные способности (самонаводящиеся ракеты, летающие, наземные дроиды, лазерные дроиды, пулемет, реакционные блоки, падающие при нахождении игрока вблизи них, простые дроиды и дроиды с наводкой), могут убить игрока при контакте сразу, то же самое может случиться и при контакте с минами, лазерными, ракетными башенками, минами и падении с высоты. В игре также присутствуют пружины, которые запускают игрока в определённом направлении, и выключатели, открывающие двери, которые блокируют дорогу. Сам игрок может также самоуничтожиться, нажав на кнопку «Δ» (это необходимо в том случае, если игрок застрял на уровне).

## Многопользовательский режим
N+ имеет три многопользовательских функции: гонка, выживание и кооператив. До 4 игроков могут играть вместе, локально или через Xbox Live. В Nintendo DS и PSP эта возможность решена с использованием локальных функций консолей. Серверы скачивания пользовательских карт для DS и PSP консолей в настоящее время отключены.

## Критика
| Сводный рейтинг    | Сводный рейтинг                           |
| Агрегатор          | Оценка                                    |
| ------------------ | ----------------------------------------- |
| GameRankings       | 83,00 % (X360) 82,19 % (DS) 79,82 % (PSP) |
| Metacritic         | 83 %                                      |
| Иноязычные издания |                                           |
| Издание            | Оценка                                    |
| 1UP.com            | A-                                        |
| Eurogamer          | 8/10                                      |
| Game Informer      | 8,75/10                                   |
| GamePro            | 5/5                                       |
| GameSpot           | 7,5/10                                    |
| IGN                | 8,5/10                                    |

Версия N+ для Xbox была высоко оценена критиками и получила положительные отзывы в журналах GamePro и Official Xbox Magazine UK.
- N+ получил награду «2008 Popvox Award для консолей/ПК игр».
- GameSpot дал 8.0 из 10 балов для PSP и DS версии игры[15].

В номинации GameSpot «Лучшее из 2008 года» игра была номинирована на некоторые категории («Лучший скачиваемый контент», «Лучшая многопользовательская игра», «Лучшая реализации пользовательского контента», «Лучший платформер» и «Лучшая PSP игра»), но не выиграла ни одной из них. N+ был номинирован на приз за лучшую игру на платформе Nintendo DS на сайте IGN.